# Indian Etemaad
Indian Etemaad is een Urdu-krant, uitgegeven in de Indiase stad Haiderabad (Telangana). Het dagblad wordt gepubliceerd door de politieke partij All India Majlis-e-Ittehadul Muslimeen. De hoofdredacteur is thans Burhanuddin Owaisi, zoon van de voormalige president van de partij, Sultan Salahuddin Owaisi. Het hoofdkantoor van de krant bevindt zich in Darrussalam in Haiderabad.